# マーカス・サンズ (第3代サンズ男爵)

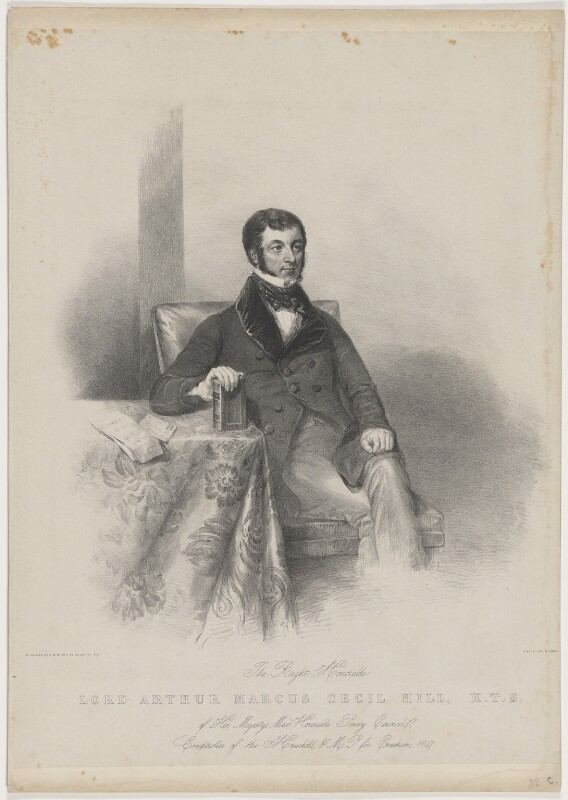
マーカス・ヒル卿、のち第3代サンズ男爵

第3代サンズ男爵アーサー・マーカス・セシル・サンズ（英語: Arthur Marcus Cecil Sandys, 3rd Baron Sandys PC、1798年1月28日 – 1863年4月10日）、出生名アーサー・マーカス・セシル・ヒル（Arthur Marcus Cecil Hill）は、イギリスの貴族、外交官、政治家。庶民院議員（在任：1832年 – 1835年、1838年 – 1852年）、王室監査官（在任：1841年、1846年 – 1847年）、王室会計長官（在任：1847年 – 1852年）を歴任した。爵位継承までマーカス・ヒル卿の儀礼称号を使用した。
「元ベンガル総督のマーカス・ヒル卿がインド滞在中に好んで使用した調味料を再現しようとした結果、ウスターソースが生まれた」という説があるが、歴代サンズ男爵がベンガル総督を務めたことがなく、インドを訪れたこともなかったため、この説は裏づけのない説である。

## 生涯

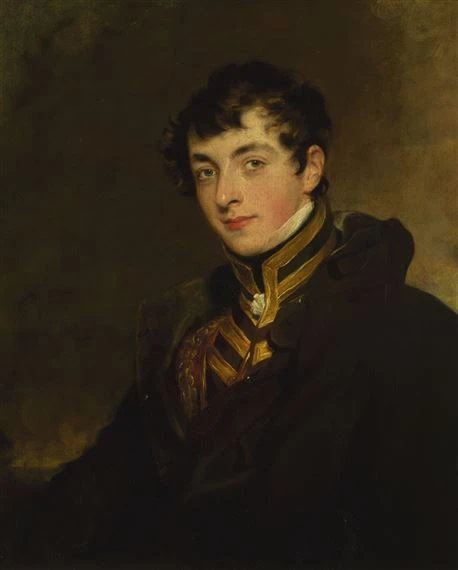
マーカス・ヒル卿、のちの第3代サンズ男爵

第2代ダウンシャー侯爵アーサー・ヒルと初代サンズ女男爵メアリー・ヒルの三男として、1798年1月28日に生まれた。
1824年6月15日、在トスカーナ大公国公使館秘書官に任命された。1825年に在リスボン、ついで在リオデジャネイロ公使館に転じ、同年にポルトガル王国より塔と剣勲章を授与された。1827年、在サンクトペテルブルク大使館秘書官に任命された。1830年11月16日、在コンスタンティノープル大使館秘書官に任命された。
1832年から1835年までニューリー選挙区の代表として庶民院議員を務めた。1837年4月、ホイッグ党候補としてイーヴシャム選挙区の補欠選挙で出馬したが、140票対165票で落選した。同年の総選挙では156票（得票数3位）で落選したが、選挙申立を経て当選を宣告された。その後、1841年イギリス総選挙で188票、1847年イギリス総選挙で195票を得て、いずれも得票数1位で再選した。1852年イギリス総選挙では出馬せず、議員を退任した。
第2次メルバーン子爵内閣では1841年6月23日に枢密顧問官と王室監査官に任命され、同年9月に王室監査官を辞任した。第1次ラッセル内閣では1846年7月6日に王室監査官に任命された後、1847年7月23日に王室会計長官に転じた。1852年2月に辞任した。
1860年7月16日に兄アーサー・モイセス・ウィリアムが死去すると、サンズ男爵位を継承した。同年9月、ウスターシャーの副統監に任命された。
1861年2月11日、女王の認可状を得て姓をサンズに改めた。
1863年4月10日にチェシャム・ストリート（Chesham Street）2号で死去、長男オーガスタス・フレデリック・アーサーが爵位を継承した。

## ウスターソース
第3代サンズ男爵をウスターソース発明のきっかけとする説が存在する。この説によれば、「ウスターシャー出身の貴族マーカス・ヒル卿はベンガル総督在任中に発見した魚の調味料を再現しようとして、1835年に地元の薬剤師ジョン・ホイーリー・リーとウィリアム・ヘンリー・ペリンズに依頼した。しかしリーとペリンズは再現に失敗、2人が作成した調味料は穴蔵に置かれ、忘れ去られた。1837年、2人が掃除のときに2年前の調味料を発見すると、それを捨てる前にもう一度だけ味見して、その香りとおいしさに驚いた。2人はすぐさまにサンズ男爵から調味料のレシピへの権利を買い上げた。こうして、リー&ペリンズ社のウスターシャーソースが生まれた」という。しかし、歴代サンズ男爵がベンガル総督を務めたことはなく、そもそもインドを訪れたことすらなかった。そのため、この説は歴史に裏づけられたものではない。

## 家族
1837年4月12日、ルイーザ・ブレイク（Louisa Blake、1886年4月6日没、ジョセフ・ブレイクの娘）と結婚、4男5女をもうけた。
- メアリー・ジョージアナ・キャロライン（1838年4月4日 – 1903年3月18日） - 1858年10月21日、第9代準男爵サー・エドマンド・フィルマー（英語版）（1886年12月17日没）と結婚、子供あり[16]
- オーガスタス・フレデリック・アーサー（1840年3月1日 – 1904年7月26日） - 第4代サンズ男爵[16]
- アンナ・マリア・フランシス（1841年10月21日 – 1876年5月27日） - 1868年8月25日、第12代準男爵サー・ハーバート・ヘイ・ランガム（1909年12月13日没）と結婚、子供あり[16][17]
- セシル・ジョセフィーン（Cecil Josephine、1843年10月1日[16] – 1935年9月1日[17]）
- シャーロット・ブランデル（Charlotte Blundell、1854年8月24日没[17]）
- ローザ・ルイーザ・ヴァーノン（Rosa Louisa Vernon、1847年2月24日 – 1888年12月18日） - 1874年10月14日、ウィリアム・デュバーリー（William Duberly、1888年12月18日没）と結婚、子供あり[16]
- マーカス・ウィンザー・ジョージ（1849年9月28日 – 1897年5月16日） - 生涯未婚[16][17]
- ニナ・ヴァイオレット・アメリカ（Nina Violet America、1852年1月10日 – 1905年11月18日） - 1880年11月27日、アンブローズ・チャールズ・ライル・マーチ＝フィリップス・ド・ライル（Ambrose Charles Lisle March-Phillipps De Lisle、1883年11月27日没）と結婚、子供あり[16]
- マイケル・エドウィン・マーカス（1855年12月31日 – 1948年8月4日） - 第5代サンズ男爵[18]
- エドマンド・アーサー・マーカス（1860年3月9日 – 1914年9月1日） - 1884年、アイダ・マリー・ジョーンズ（Ida Marie Jones、1926年7月23日没、マクスウェル・ジョーンズの娘）と結婚、子供なし[17]